# Weles

Współczesny symbol Welesa używany przez rodzimowierców

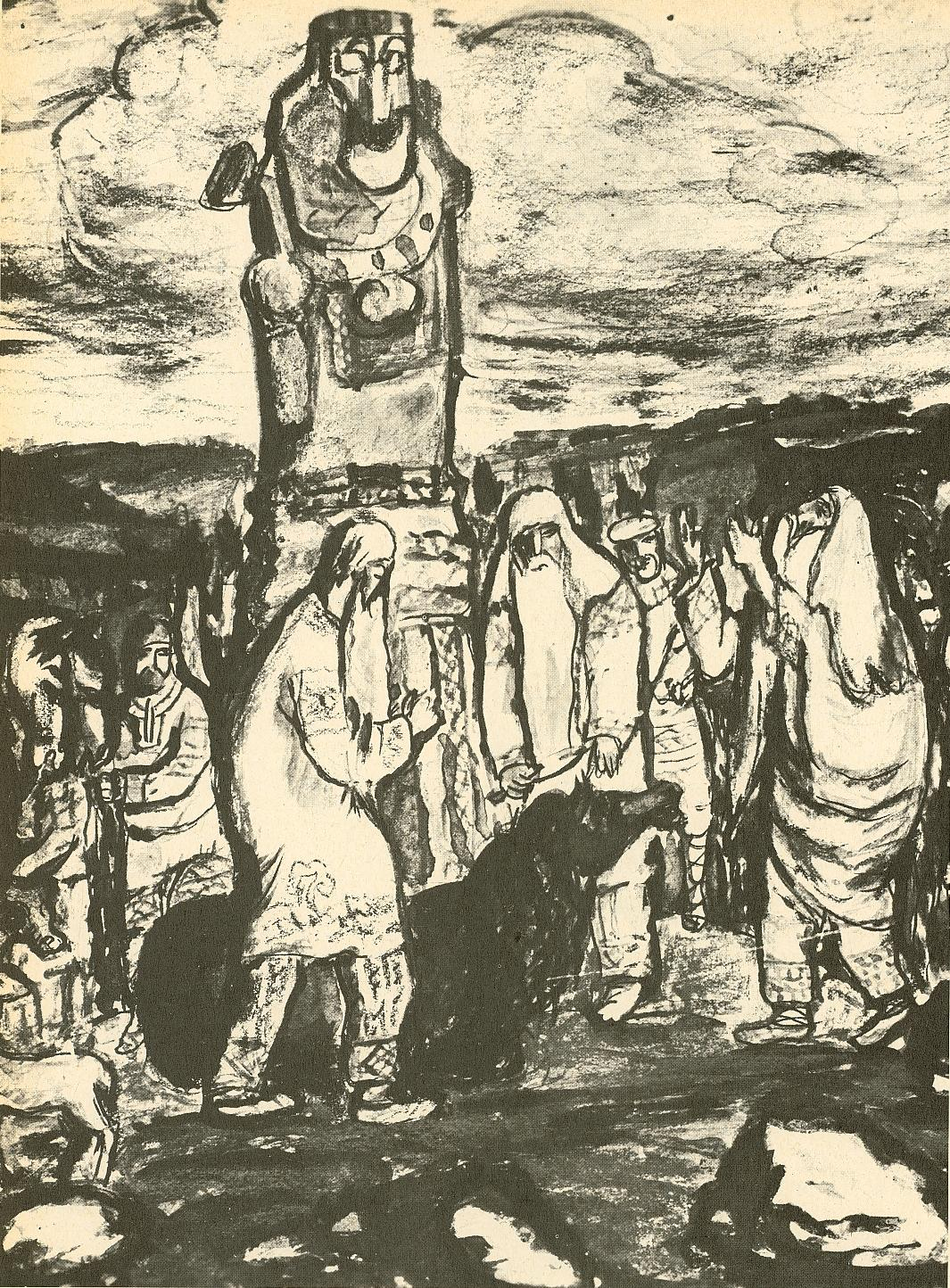
A. Czeko-Potocka, Ofiarowanie konia Wołosowi, 1900 r.

Weles, Wołos (w źródłach staroruskich: Velesъ, Volosъ bogъ) – bóg słowiański.
Podziemny bóg magii, przysiąg, sztuki, rzemiosła, kupców, a przede wszystkim bogactwa. W tym ostatnim wymiarze przypisuje się Welesowi opiekę nad bydłem, gdyż jego posiadanie było ówcześnie miernikiem dobrobytu. Aleksander Brückner sprzeciwił się jednak postrzeganiu Wołosa jako „bydlęcego boga” i wskazał na podobieństwo imienia bóstwa do imienia świętego Własa (czyli św. Błażeja, dla prawosławnych Słowian opiekuna bydła) jako prawdopodobne źródło pomyłki XI-wiecznych kronikarzy. W folklorze Weles przedstawiany jest jako władca zaświatów – Nawi, na której łąki wyprowadza dusze.
Źródła pisane (Powieść minionych lat) podają, że podczas zawierania traktatów przysięgała na niego „cała Ruś” (oprócz wojowników, którzy w tym czasie klęli się na Peruna). Karą za niedotrzymanie przysięgi miało być „wyzłocenie jak złoto” (skrofuloza). Określenie w Słowie o wyprawie Igora wieszcza Bojana jako „wnuka Welesowego” wskazuje na związek boga z magią i poezją (a więc z wołchwami). O Welesie wspominają również późniejsze źródła ruskie (m.in. apokryficzne Chodzenie Bogarodzicy po mękach), zagadkowym jest jednak brak Welesa w spisie bóstw, którym Włodzimierz I Wielki postawił w 980 posągi w Kijowie.
Epitet skotij bog (tłumaczony zwykle jako „bóg bydła” – Powieść doroczna) ma analogie starogreckie: skotios – ciemny, mroczny jak „Hades” oraz skotioi (paides) – nieletni chłopcy żyjący w żeńskiej, ciemnej części domu kreteńskiego – to prawdopodobnie pozostałość dawnego domu – „babińca” – do którego mężczyźni (prowadzący półkoczowniczy tryb życia) sprowadzali się na okres zimy schodząc z bydłem z letnich pastwisk (por. irański War).
Weles występuje tradycyjnie jako antagonista Peruna, czego ślady zachowały się po chrystianizacji w folklorze jako opowieści o rywalizacji Boga z diabłem (stąd także podstawy do utożsamiania Żmija z Welesem), a nawet św. Mikołaja z Bogiem, czy św. Eliaszem. Motyw ten pokrywa się z ogólnoindoeuropejskim schematem rywalizacji dwóch najwyższych i przeciwstawnych sobie bóstw. Wskazuje się tu zwłaszcza na podobieństwo do hinduskiego schematu Mitra-Waruna, zwłaszcza że pod względem etymologicznym i funkcyjnym Weles wykazuje podobieństwo do Waruny. Wyjaśniając rolę Welesa rozpatrywano związek litewskiego Velniasa z wedyjskim Waruną postulując istnienie boga kary za błąd moralny.
Późnymi wcieleniami Wołosa/Velesa byli prawdopodobnie Trojan (ruski Bojan podczas poetyckiego transu podążał „w trop Trojanowy”) i Trzygłów. Być może Wołos miał swój ośrodek kultu w Wołogoszczy – obecnie Wolgast nad Zalewem Szczecińskim w Niemczech (Wolgast < *Vol(os)ъgost' ?).
Postać Welesa zachowała się jeszcze w źródłach czeskich z XV i XVI wieku, nawołujących do odrzucenia „grzechów welesa” i mówiących o odsyłaniu „k welesu” (do diabła).
Na obszarze Tatr znane jest prawdopodobnie smocze wcielenie Wołosa – Wołoszyn, a „tam gdzie padł (smok), wyrosła góra Wołoszyn”.
Gromada otwarta Plejad zwana jest w mitologii słowiańskiej Wołosożarami, Vlašici (Wołoszycy, po serbsku „synowie Velesa”). Echem bydlęcego kultu Welesa może być Turoń.
Partnerką Wołosa/Velesa mogła być postać o imieniu Velevitka, pojawiająca się w folklorze Kaszub (stąd rekonstruuje się lokalną formę teonimu – *Velevit).

## Etymologia

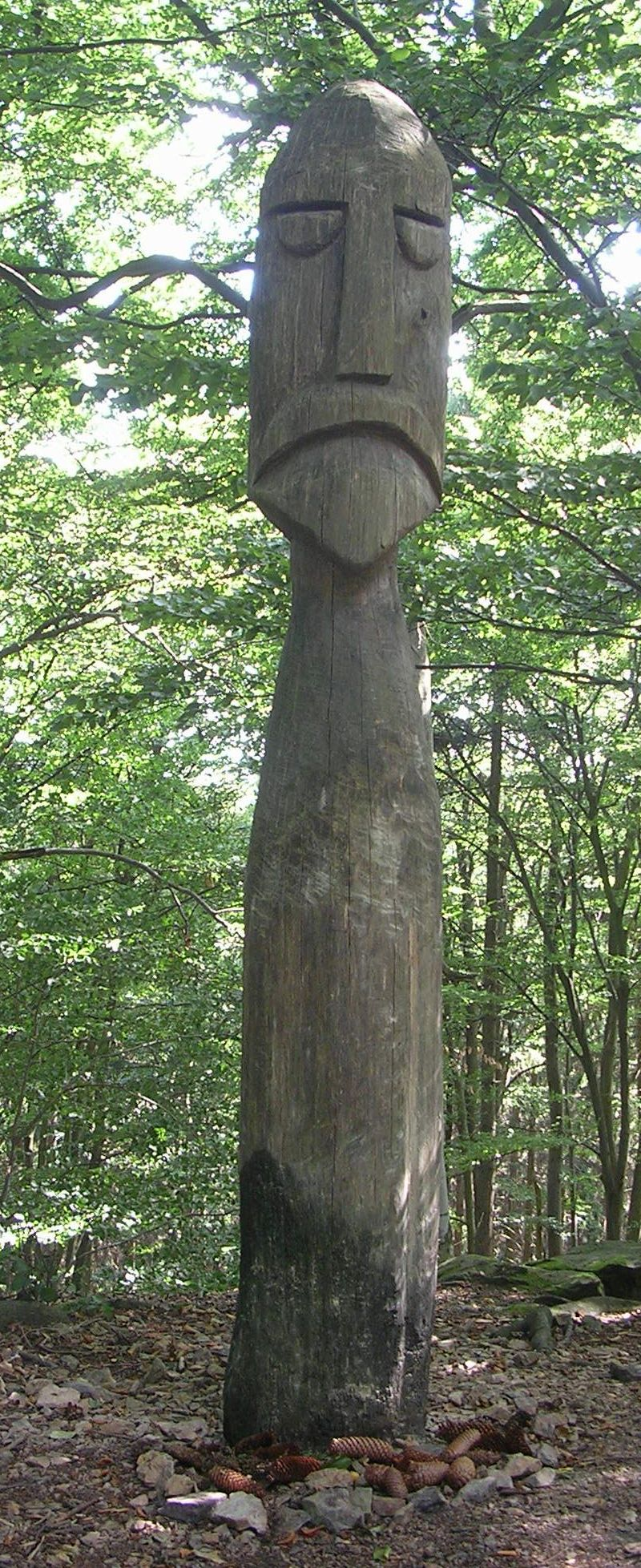
Współczesna rzeźba Welesa na górze Velíz w Czechach

Sugestie indoeuropeistów wskazują na możliwy związek etymologiczny Welesa z tocharskim(A) walu – „śmierć”, greckimi (W)ēlýsion pedíon - „Polami Elizejskimi”, hetyckim wēllu-  oznaczającym łąki w zaświatach czy staronordycką val-höll „Walhallą”.
Istnieją też poglądy łączące nazwę boga z indyjskim vālā/vālās – „sierść”,  „włos” i bóstwem słonecznym vālākhilya – „kłak sierści”.
Domniemuje się falliczny charakter słowiańskiego Wołosa (Welesa) poprzez odniesienia do polskiego wał (wulg. „członek męski”).

## Weles a święci chrześcijańscy
Po przyjęciu chrześcijaństwa na Rusi Welesa zidentyfikowano ze św. Błażejem (Własem), na zachodzie zaś, z diabłem (czes. k velesu = k diasu „do diabła” – ślady władzy nad zaświatami), ale i św. Mikołajem oraz Michałem, Stanisławem, Florem i Laurem (ze względu na opiekę nad bydłem) – wszyscy oni byli, w wierzeniach ludowych, m.in. opiekunami bydła.
W ludowych wierzeniach zestawia się Świętych Mikołaja i Jerzego razem, jako oponentów, co jest reminiscencją dualistycznej pary Perun-Weles. Również w parze Mikołaj-Święty utożsamiający gromowładcę występują zestawienie z prorokiem Eliaszem. Częstokroć też św. Mikołaja stawia się na równi z Bogiem, który zastępuje w pierwotnej parze Peruna, a Mikołaj stoi na równi z nim i nawet jest w stanie mu się przeciwstawić. We wschodniej, prawosławnej kulturze ludowej, to nie apostoł Piotr ma klucze do nieba, lecz św. Mikołaj, co pokazuje, że funkcja pana zaświatów przeszła z Welesa na tego właśnie świętego.

## Weles i opieka nad bydłem
Weles nazywany jest „bogiem bydlęcym” (skotij bog), wskazuje to na jego funkcje opiekuńcze nad bydłem (czy raczej dobrobytem, którego bydło niegdyś było miernikiem). Odbija się to szczególnie w kulcie św. Mikołaja (o związkach Mikołaja z Welesem zob. wyżej), do którego modlono się np. w czasie moru bydła, gdzie obiecywano mu uczcić go, poprzez złożenie ofiary z nowo narodzonego byczka nazywanego mikolec. Hodowano go przez 3 lata, a najlepszy kawałek mięsa oddawano św. Mikołajowi. Również pozdrowienie pasterzy „Mikoła w stado” wskazuje na funkcje opiekuńcze Welesa, a później Mikołaja nad bydłem.
Na większy, niż wschodniosłowiański zasięg kultu Welesa wskazuje związek św. Mikołaja z opieką nad bydłem, szerszy, niż tylko Ruś. Na przykład polska pieśń, gdzie wygania się bydło pod kij Mikołaja.
Wyganiojcie bydełecko na zieloną łącke!
Panu Jezusowi w rąckę,
Pod Matki Boski płoszcyk,
Świętygo Mikołaja losecke.
Weles pełni też funkcję strażnika bydła. Jako bóg związany ze sferą chtoniczną, więc i dzikimi zwierzętami, ma moc zamykania paszczęki dzikich zwierząt, także odwracania wzroku wilków od stada.